# 和歌山県道194号上初湯川皆瀬線
和歌山県道194号上初湯川皆瀬線（わかやまけんどう194ごう かみうぶゆがわかいぜせん）は、和歌山県日高郡日高川町を通る一般県道である。

## 概要
日高郡日高川町大字上初湯川から日高郡日高川町大字皆瀬に至る。

### 路線データ
- 起点：和歌山県日高郡日高川町大字上初湯川
- 終点：和歌山県日高郡日高川町大字皆瀬（美山郵便局前交差点、国道424号交点、和歌山県道26号御坊美山線起点）
- 実延長：17.109 km

## 歴史
- 1983年（昭和58年）2月1日 - 和歌山県が一般県道として上初湯川皆瀬線を認定[1]。

## 路線状況
日高郡日高川町大字愛川（あたいがわ）地内の法事トンネルは、トンネル補修工事のため2021年（令和3年）5月から通行止めになっている。

### 道路施設

#### トンネル
- 法事トンネル：延長271 m、日高郡日高川町（トンネル補修工事中）
- 新桂木トンネル：延長296 m、2000年（平成12年）竣工、日高郡日高川町

## 地理

### 通過する自治体
- 和歌山県
  - 日高郡日高川町

### 交差する道路
| 交差する道路                       | 交差する場所 | 交差する場所              |
| ---------------------------------- | ------------ | ------------------------- |
| 国道424号 和歌山県道26号御坊美山線 | 大字皆瀬     | 美山郵便局前交差点 / 終点 |

### 沿線
- 日高川町立美山小学校
- 日高川町立美山中学校
- 日高川町役場 美山支所
- 美山郵便局